# Colonia Guerrero, General Heliodoro Castillo
Colonia Guerrero är en ort i Mexiko.   Den ligger i kommunen General Heliodoro Castillo och delstaten Guerrero, i den södra delen av landet, 190 km söder om huvudstaden Mexico City. Colonia Guerrero ligger 1 384 meter över havet och antalet invånare är 105.
Terrängen runt Colonia Guerrero är kuperad åt nordost, men åt sydväst är den bergig. Runt Colonia Guerrero är det ganska glesbefolkat, med 21 invånare per kvadratkilometer. Närmaste större samhälle är Tlacotepec, 13,1 km väster om Colonia Guerrero. I omgivningarna runt Colonia Guerrero växer huvudsakligen savannskog.